# Жизела (певица)
Жизе́ла Льядо́ Ка́новас (кат. Gisela Lladó Cánovas), известная также как Жизела (кат. Gisela) (род. 1 января 1979 в Барселоне, Каталония, Испания) — испанская певица каталонского происхождения, участница музыкальных конкурсов «Operacion Triunfo» (в 2005) и «Евровидение-2008».
Первый альбом певицы, «Parte De Mí» был выпущен в 2002. За несколько недель тираж этого альбома достиг 200 000 копий. В 2003 певица получила премию за «лучший вокал».
В 2005 певица принимала участие в испанском песенном конкурсе «Operacion Triunfo», и заняла на нём восьмое место. Также певица трижды принимала участие на Евровидении — дважды в качестве бэк-вокалистки (на выступлениях от Испании в 2003 и 2005) и единожды как «полноценный» исполнитель (2008, как участница от Андорры).
На конкурсе песни Евровидение 2008 певица стала представительницей Андорры. Местный телеканал RTVA обратился к музыкальному лейблу Filmax Music, чтобы найти исполнителя, который стал бы конкурсантом от Андорры. «Filmax Music» предложил кандидатуру Жизелы. 10 декабря её была официально утверждена. На самом конкурсе певица исполнила песню «Casanova», и с результатом в 22 балла финишировала пятнадцатой, тем самым не пройдя в финал. Наибольшее число баллов (12) исполнительница получила от Испании. По итогам конкурса певица получила антипремию Барбары Декс за самый нелепый сценический костюм.

## Дискография

### Альбомы
- Parte de Mí (2002)
- Parte de Mí [special edition] (2003)
- Más Allá (2003)
- Ni Te Lo Imaginas (2006)

### Синглы
- Vida (2002)
- Mil Noches & Una Más (2002)
- Ámame Ahora & Siempre (2002)
- Este Amor Es Tuyo (2002)
- Amor Divino (2003)
- Más Allá (2003)
- Sola (2003)
- Tengo Fe (2004)
- Nadie Como Tú (2004)
- Turu Turu (2006)
- Mágica La Notte (2006)
- Casanova (2008)